# 1056.
◄ | 10. stoljeće | 11. stoljeće | 12. stoljeće | ►
◄ | 1020-ih | 1030-ih | 1040-ih | 1050-ih | 1060-ih | 1070-ih | 1080-ih | ►
◄◄ | ◄ | 1053. | 1054. | 1055. | 1056. | 1057. | 1058. | 1059. | ► | ►►
Arhitektura • Astronomija • Knjige • Književnost • Kršćanstvo • Medicina • Pravo • Promet • Znanost

## Rođenja
- Vilim II., engleski kralj († 1100.)

## Smrti
- 31. kolovoza – Teodora III., bizantska carica
- Benedikt IX., papa

## Vanjske poveznice
|  | Zajednički poslužitelj ima još gradiva o temi 1056. |